# Сикандар-шах (султан Гуджарата)
Сикандар-шах, с рождения — Сикандар-хан (? — 30 мая 1526) — султан Гуджарата из династии Музаффаридов (5 апреля — 30 мая 1526), правил в течение нескольких недель до своего убийства в 1526 году.

## Биография
5 апреля 1526 года в Ахмадабаде скончался гуджаратский султан Музаффар-шах II (1511—1526). Еще при жизни он официально назначил своего сына Сикандар-хана наследником престола. Матерью Сикандара-хана была Биби Рани. После смерти отца Сикандар-хан вступил на гуджаратский престол под именем Сикандар-шаха. Через три дня новый султан уехал из Ахмадабада в Чампанер (Мухаммадабад). Перед смертью Биби Рани попросила раба Имад-уль-Мулька Хуша Кадама стать другом Сикандара. После вступления Сикандар-шаха на престол Имауд-уль-Мульк Хуш Кадам был возмущен, что Худаванд-хан сохранил пост главного министра (визиря). Некоторые люди говорили ему, что султан убьет его.
Бухари Сайид из Ватвы, потомок Святого Бурхануддина Кутб-и-Алама, пользовались большим влиянием в Гуджаратском султанате. В то время Саид Шах Шейхджи был главой этой семьи. Он предсказал, что принц Бахадур-хан, еще один сын Музаффар-шаха, станет его преемником. В ответ Сикандар-шах не нанес ему обычного визита, когда прибыл в Чампанер.
Единственным событием правления Сикандара было уничтожение армии, посланной против его брата Латиф-хана, которому помогал рана Бхим из Мунги (ныне Чхота Удайпур).
После того как Сикандар-шах пробыл на троне полтора месяца, он был убит по приказу Имад-уль-Мульк Хуш-Кадама 30 мая 1526 года в Чампанере. Он спал во дворце после возвращения с игры в чауган (поло).
Затем Имад-уль-Мульк посадил шестилетнего младшего брата Сикандар-шаха, Насира-хана, на султанский трон с титулом Махмуд-шаха II и стал править от его имени. Гуджаратские аристократы оставили Имад-уль-Мулька. Вскоре в султанат вернулся из изгнания принц Бахадур-хан. На его сторону перешла знать, среди которых был Тадж-хан, владелец Дхандхуки. Бахадур-хан сразу же выступил на Чампанер, захватил в плен и казнил Имад-уль-Мулька и отравил своего брата Насир-хана, а в 1527 году вступил на престол с титулом Бахадур-шаха.
Бахадур-шах построил мавзолей, гробницу Сикандар-Шаха, в Халоле рядом с Чампанером, где он был похоронен вместе со своими братьями, Насир-ханом и Латиф-ханом.